# علي أباد (رقة)
علي أباد (بالفارسية: علی‌آباد) هي مستوطنة تقع في إيران في قسم رقة الريفي. يقدر عدد سكانها بـ 26 نسمة .